# メディーナスピリット
メディーナスピリット（英：Medina Spirit）は、アメリカ合衆国で生産・調教された競走馬である。主な勝ち鞍は2021年オーサムアゲインステークス。

## 戦績

### 2歳（2020年）
12月11日ロスアラミトス競馬場の未勝利戦（ダート5.5f）でデビューし初陣を勝利で飾る。

### 3歳（2021年）
1月3日のシャムステークス（G3）で始動したが、逃げるライフイズグッドを捕え切れず2着と惜敗。続くロバートB.ルイスステークス（G3）は好スタートから先手を奪うと、最後の直線でローマンセンチュリアンとホットロッドチャーリーとの叩きあいを凌いで逃げ切り、重賞初制覇を果たした。その後、3月のサンフェリペステークス（G2）ではライフイズグッドから8馬身差の2着。続くサンタアニタダービーでもダート初挑戦となったロックユアワールドに逃げ切りを許し2戦続けて2着に完敗する。
5月1日のケンタッキーダービーでは好スタートからハナを奪うと、直線では3番手追走から脚を伸ばしてきたマンダルーンの追撃を半馬身振り切り1位入線を果たした。しかし、レース後の薬物検査で禁止薬物ベタメタゾンの陽性反応が検出された。その後、別検体による再検査においても陽性反応が検出されている。
三冠レースの第2戦となるプリークネスステークス前には3回の血液検査が行われ、いずれも陰性となったため出走が認められた。レースでは好スタートからハナを奪ったが、最後の直線半ばで失速して3着に終わった。
三冠レース第3戦のベルモントステークスを控えた5月17日、ニューヨーク州競馬協会から本馬を管理するボブ・バファート厩舎に所属する全ての競走馬を対象として、ニューヨーク州の競馬場で行われるレースへの出走を一時停止する旨が発表された。これによって同州のベルモントパーク競馬場で行われるベルモントステークスへの出走が不可となった。
夏競馬は8月29日のデルマー競馬場で行われたシェアードビリーフステークスから始動し、先行逃げ切りの競馬でロックユアワールドを1馬身1/4差で破った。さらに10月2日に迎えたオーサムアゲインステークス（G1）でも逃げの競馬を見せ、2着馬スティレットボーイに5馬身の差をつける圧勝を見せた。バファート調教師はこの勝利に「私にとってとても感慨深い勝利です。彼は素晴らしい馬で、今日は彼がそれを証明してくれました」とコメントした。
11月6日のブリーダーズカップ・クラシックでニックスゴーの2着に入ったが、これがラストランとなった。
2021年12月6日、サンタアニタパーク競馬場での調教後に心臓発作により急死した。死後、ケンタッキーダービーの競走結果が「失格」となり、これを受けてマンダルーンが第147代ケンタッキーダービー馬に繰り上がった。

## 血統表
| メディーナスピリットの血統 | メディーナスピリットの血統                                 | メディーナスピリットの血統                                 | （血統表の出典）                                           | （血統表の出典） |
| 父系                       | ストームキャット系                                         | ストームキャット系                                         | ストームキャット系                                         |                  |
| 父 Protonico 2011          | 父の父Giant's Causeway 1997                                | Storm Cat                                                  | Storm Bird                                                 | Storm Bird       |
| 父 Protonico 2011          | 父の父Giant's Causeway 1997                                | Storm Cat                                                  | Terlingua                                                  |                  |
| 父 Protonico 2011          | 父の父Giant's Causeway 1997                                | Mariah's Storm                                             | Rahy                                                       | Rahy             |
| 父 Protonico 2011          | 父の父Giant's Causeway 1997                                | Mariah's Storm                                             | *イメンス                                                  |                  |
| 父 Protonico 2011          | 父の母Alpha Spirit 2006                                    | A.P. Indy                                                  | Seattle Slew                                               | Seattle Slew     |
| 父 Protonico 2011          | 父の母Alpha Spirit 2006                                    | A.P. Indy                                                  | Weekend Surprise                                           |                  |
| 父 Protonico 2011          | 父の母Alpha Spirit 2006                                    | Wild Spirit                                                | Hussonet                                                   | Hussonet         |
| 父 Protonico 2011          | 父の母Alpha Spirit 2006                                    | Wild Spirit                                                | Wild Princess                                              |                  |
| 母 Mongolian Changa 2014   | 母の父Brilliant Speed 2008                                 | Dynaformer                                                 | Roberto                                                    | Roberto          |
| 母 Mongolian Changa 2014   | 母の父Brilliant Speed 2008                                 | Dynaformer                                                 | Andover Way                                                |                  |
| 母 Mongolian Changa 2014   | 母の父Brilliant Speed 2008                                 | Speed Succeeds                                             | Gone West                                                  | Gone West        |
| 母 Mongolian Changa 2014   | 母の父Brilliant Speed 2008                                 | Speed Succeeds                                             | Dajin                                                      |                  |
| 母 Mongolian Changa 2014   | 母の母Bridled 2001                                         | Unbridled                                                  | Fappiano                                                   | Fappiano         |
| 母 Mongolian Changa 2014   | 母の母Bridled 2001                                         | Unbridled                                                  | Gana Facil                                                 |                  |
| 母 Mongolian Changa 2014   | 母の母Bridled 2001                                         | Holy Niner                                                 | Holy Bull                                                  | Holy Bull        |
| 母 Mongolian Changa 2014   | 母の母Bridled 2001                                         | Holy Niner                                                 | Scoop the Gold                                             |                  |
| 母系(F-No.)                | (FN:2-n)                                                   | (FN:2-n)                                                   | (FN:2-n)                                                   | [ § 2 ]          |
| 5代内の近親交配            | Roberto 5×4、Mr. Prospector 5×5･5、Secretariat 5･5（父内） | Roberto 5×4、Mr. Prospector 5×5･5、Secretariat 5･5（父内） | Roberto 5×4、Mr. Prospector 5×5･5、Secretariat 5･5（父内） | [ § 3 ]          |
| 出典                       | 1. 2. 3.                                                   | 1. 2. 3.                                                   | 1. 2. 3.                                                   | 1. 2. 3.         |

- 母Mongolian Changaは本馬の活躍後の2021年ノベンバーセールで日本のノーザンファームに105万ドルで落札された[16]。